# Calycophyllum spruceanum
Espèce
Synonymes
- Calycophyllum spruceanum f. brasiliensis K.Schum.[1]
- Eukylista spruceana Benth.[1]

Calycophyllum spruceanum est une espèce de plantes de la famille des Rubiacées.

## Liste des variétés
Selon Tropicos (19 juillet 2017) (Attention liste brute contenant possiblement des synonymes) :
- variété Calycophyllum spruceanum var. multiflorum (Griseb.) Chodat & Hassl.
- variété Calycophyllum spruceanum var. spruceanum